# Mario Prassinos
Mario Prassinos (* 12. August 1916 in Konstantinopel, Osmanisches Reich; † 23. Oktober 1985 in Paris, Frankreich) war ein französischer Maler griechisch-italienischer Abstammung. Er gehört zu den bedeutenden Vertretern der Abstrakten Malerei nach dem Zweiten Weltkrieg.

## Leben
Mario Prassinos wurde als Kind einer griechischen Familie im Jahr 1916 geboren, am 12. August nach Gregorianischem Kalender oder am 30. Juli nach Griechisch-Orthodoxem Kalender. Seine Familie lebte seit vielen Generationen in Konstantinopel. Im Jahre 1922 verließen viele Griechen die Türkei, um drohenden Verfolgungen zu entkommen; seine Familie wanderte nach Frankreich aus. Seine jüngere Schwester war die Lyrikerin und Schriftstellerin Gisèle Prassinos (1920–2015).
Mario Prassinos besuchte die Schule in Puteaux, später in Nanterre bis zum Jahre 1936, danach das Gymnasium Condorcet. Mario Prassinos ging häufig in die Bühnenwerkstatt von Charles Dullin, was ihn mit der Welt des Theaters vertraut machte. 1934 hatte seine Schwester Gisèle Prassinos als 14-Jährige ihre ersten Veröffentlichungen eigener Texte in der Zeitschrift „Minotaure“. In dieser Zeit lernte er über seine Schwester den Künstler Man Ray, die surrealistischen Dichter André Breton, Paul Éluard, René Char und Benjamin Péret und die Maler Max Ernst, Salvador Dalí, Hans Arp und Marcel Duchamp kennen.
Mario Prassinos schuf einige Zeichnungen und Titelblätter für den Verleger Guy Lévis Mano. Ab 1936 entfernte er sich künstlerisch vom Surrealismus. 1938 hatte er seine erste Einzelausstellung in der „Galerie Billiet“ in Paris, eröffnet von René Char.
Als freiwilliger Kriegsteilnehmer wurde er im Zweiten Weltkrieg verletzt und erhielt das Kriegskreuz. 1942 arbeitete er mit Raymond Queneau zusammen. Zwischen 1943 und 1945 begegnete er Albert Camus und Jean-Paul Sartre, von dem er Le Mur (Die Mauer) illustrierte, sowie Jean Lescure und Gaston Bachelard. 1947 entwarf er seine ersten Dekors und Kostüme für ein Stück von Paul Claudel, inszeniert von Jean Vilar auf dem ersten Festival von Avignon. Er begann eine Zusammenarbeit mit dem Maler Alberto Magnelli und traf Myriam Prevot, die künftige Leiterin der „Galerie de France“, wo er später ausstellte. 1949 erhielt er die französische Staatsbürgerschaft.
Seine Bildserie Troupeaux aus dieser Zeit zeigt seinen abstrakten Malstil. Ab 1951 gestaltete er seine ersten Tapeten und Bildteppiche. 1958, nach einer Kreuzfahrt mit Albert Camus und Michel Gallimard, hatte er einen längeren Aufenthalt auf der Insel Spetses in Griechenland, dort begann er mit dem Pointilismus zu experimentieren. Max-Pol Fouchet widmete ihm einen Fernsehfilm. 1959 war Mario Prassinos Teilnehmer der documenta 2 (1977 auch der documenta 6) in Kassel.
Von 1959 bis 1964 entwarf Prassinos kontinuierlich Dekors und Kostüme für Jean Vilar. In seiner Malerei kamen neue Themen auf: Porträts von Bessie Smith oder seines Großvaters Prétextat (1965–1968), Suaires über das Heilige Leichentuch von Turin (1974–1975), Paysages turcs (1972–1981) (ausgestellt im Grand-Palais in Paris 1980) und Arbres (1980–1985). Lucien Clergue drehte 1969 einen Film über sein Werk mit einem Text von Jean Lescure.
Sein letztes Werk sind die elf Gemälde der Qual für die Kirche Notre-Dame de Pitié in Saint-Rémy-de-Provence. Mario Prassinos starb in seinem Haus in Eygalières am 23. Oktober 1985.